# Gemeindewehrleiter (Sachsen-Anhalt)
Ein Gemeindewehrleiter bezeichnet in Sachsen-Anhalt den Leiter einer Freiwilligen Feuerwehr auf Gemeindeebene. Dies gilt auch für Gemeinden mit mehreren Ortsteilfeuerwehren. In Städten ohne Berufsfeuerwehr heißt die Funktion Stadtwehrleiter.

## Wahl und Ernennung
In Sachsen-Anhalt wird der Gemeindewehrleiter durch die Angehörigen der Freiwilligen Feuerwehr gewählt und vom Bürgermeister für sechs Jahre bestellt. Dabei wird er zum Ehrenbeamten auf Zeit ernannt.
Sollte das gewählte Mitglied die Voraussetzungen nicht erfüllen, kann er zwar zum Gemeinde- oder Stadtwehrleiter und Orts- oder Stadtteilwehrleiter ernannt werden, aber mit der Auflage die fehlenden Lehrgänge innerhalb von zwei Jahren zu absolvieren. Diese Regelung setzt die Mindestwartezeit zwischen den Führungslehrgängen von einem Jahr außer Kraft. Bei einer Einsetzung in die Funktion ohne die erforderliche Ausbildung spricht man von kommissarisch eingesetzt, dieser Zusatz wird auch an der Funktionsbezeichnung mit aufgeführt.

## Aufgaben
Er hat das Vorschlagsrecht für:
- Beförderungen,
- Ernennungen,
- Ehrungen

und führt diese meist auch im Auftrag der Gemeinde durch.
Er ist auch der Hauptansprechpartner der Gemeinde für die Belange seiner Feuerwehr. Er führt die Personalakten der Mitglieder und hat für die Ausbildung der Kameraden zu sorgen. Dies geschieht meist durch die Aufstellung eines Dienstplanes und die Benennung des Gruppenführers der die Ausbildung halten soll. Bei Ausbildungen, die er nicht selbst durchführt, hat er aber eine Überwachungsfunktion, dass diese auch durchgeführt werden und dass der Inhalt auch korrekt ist.

## Unterstellung
Dem Gemeindewehrleiter sind die Ortswehrleiter seiner Gemeinde unterstellt.

## Dienstgrade und Voraussetzungen
Grundvoraussetzung für die Tätigkeit als Gemeinde- oder Ortswehrleiter ist die abgeschlossene Ausbildung „Leiter einer Feuerwehr“. Daneben wird die Ausbildung je nach Größe der Freiwilligen Feuerwehr zum
- Gruppenführerin oder Gruppenführer, wenn die Ausstattung der Feuerwehr für den Einsatz bis zur Stärke einer Gruppe vorgesehen ist;
- Zugführerin oder Zugführer, wenn die Ausstattung der Feuerwehr für den Einsatz bis zur Stärke eines erweiterten Zuges vorgesehen ist oder
- Verbandsführerin oder Verbandsführer, wenn die Ausstattung der Feuerwehr für den Einsatz von mehr als einem erweiterten Zug vorgesehen ist

benötigt.
Gemäß der Laufbahnverordnung für Mitglieder Freiwilliger Feuerwehr Sachsen-Anhalt benötigt der Stellvertreter die gleichen Qualifikationen wie der Funktionsinhaber.
Aufgrund der verschiedenen Stärken der Freiwilligen Feuerwehren wird eine Unterscheidung in verschiedene Dienstgrade vorgenommen:
- bei Feuerwehren deren Ausstattung für den Einsatz bis zur Stärke einer Gruppe vorgesehen ist

| Hauptlöschmeister                                             | Brandmeister                                        |
| stv. Orts- oder Stadtteilwehrleiter/-in Hauptlöschmeister/-in | Orts- oder Stadtteilwehrleiter/-in Brandmeister/-in |

- bei Feuerwehren deren Ausstattung für den Einsatz bis zur Stärke eines erweiterten Zuges vorgesehen ist

| Brandmeister                                             | Oberbrandmeister                                        |
| stv. Orts- oder Stadtteilwehrleiter/-in Brandmeister/-in | Orts- oder Stadtteilwehrleiter/-in Oberbrandmeister/-in |

- bei Feuerwehren deren Ausstattung für den Einsatz mit mehr als der Stärke eines erweiterten Zuges vorgesehen ist

| Oberbrandmeister                                             | Hauptbrandmeister                                        |
| stv. Orts- oder Stadtteilwehrleiter/-in Oberbrandmeister/-in | Orts- oder Stadtteilwehrleiter/-in Hauptbrandmeister/-in |

Der Gemeinde- oder Stadtwehrleiter führt hauptverantwortlich alle Feuerwehren einer Gemeinde oder Stadt und ist daher der zentrale Ansprechpartner aller Orts- oder Stadtteilwehrleiter, früher wurde die Funktion durch den Abschnittsleiter wahrgenommen. Er wird von den Kameraden aller Orts- bzw. Stadtteilwehren gewählt und durch den Gemeinderat in das Ehrenamt berufen. Dieses kann ehrenamtlich wie auch hauptamtlich sein.
Um diese Funktion wahrnehmen zu können, müssen die Ausbildungen „Leiter einer Feuerwehr“ und „Verbandsführer“ abgeschlossen sein.
| Hauptbrandmeister                                             | Brandinspektor                                        |
| stv. Gemeinde- oder Stadtwehrleiter/-in Hauptbrandmeister/-in | Gemeinde- oder Stadtwehrleiter/-in Brandinspektor/-in |

Ein Dienstgrad der aufgrund einer der oben genannten Funktionen verliehen wurde, wird mit dem Ablegen der Funktion nicht aberkannt. Eine Degradierung ist nicht zulässig, nur weil er die Funktion nicht mehr bekleidet.